# 코스맥스
코스맥스(COSMAX)는 화장품 전문 ODM(Original Design Manufacturer) 기업이다. 즉 자신의 브랜드로 화장품을 판매하는 것이 아닌, 고객사의 브랜드로 판매할 화장품을 제조하는 회사이다. 회사 규모는 2021년 기준으로 1.5조원의 매출액을 자랑하고 있지만, 사업모델이 B2B이기 때문에 대중들에게는 잘 알려져 있지 않다.
최근 1년 사이 부채가 1조 5541억원으로 9.1% 늘어난 반면 자본은 4930억원으로 3.1% 줄면서 부채비율이 300%를 넘었다.

## 개요
코스맥스는 중국의 한국산 화장품 수요 급증으로 큰 수혜를 입었으며 그에 따라 기업가치도 꾸준히 증가해왔다. 특히 주가는 2012년~2013년에 걸쳐 급등세를 탔다. 2014년 4월에는 지주회사인 코스맥스비티아이와 분할하여 상장되었는데, 주가는 분할상장 직후에는 60,000원대였으나 2014년 9월에는 120,000원 넘는 가격으로 2배 가까이 상승했다. 2019년 4월 130,000원을 넘는 가격으로 상승했다.

## 역사
코스맥스는 1992년 11월 '한국미로토'라는 이름으로 설립되었다. 1994년 1월 코스맥스(주)로 상호를 변경했다. 2002년 2월에는 코스닥에 등록하였고, 2006년 11월에는 코스피로 이전상장되었다. 2010년 11월에는 수출 이천만불탑을 수상했다. 2014년 3월 1일 코스맥스가 사업회사인 코스맥스와 지주회사인 코스맥스비티아이로 분할되어 재상장되었다.